# Силицид дирутения
Силицид дирутения — бинарное неорганическое соединение
рутения и кремния
с формулой Ru2Si,
кристаллы.

## Получение
- Сплавление стехиометрических количеств чистых веществ:

{\displaystyle {\mathsf {2Ru+Si\ {\xrightarrow {1545^{o}C}}\ Ru_{2}Si}}}

## Физические свойства
Силицид дирутения образует кристаллы
ромбической сингонии,
пространственная группа P nma,
параметры ячейки a = 0,52835 нм, b = 0,40044 нм, c = 0,74186 нм, Z = 4,
структура типа силицида дикобальта Co2Si
.
Соединение инконгруэнтно плавится при температуре 1545°C.
Не растворяется в воде.